# 埃格雷讷河
埃格雷讷河（法語：Égrenne，法語發音：[eɡʁɛn]）是法国诺曼底大区奥恩省与芒什省的河流，是瓦雷讷河的右支流，长36.7千米。